# Битка код Хире
Битка код Хире представља окршај који се догодио између Сасанидског царства и Рашидунског калифата 633. године. То је била једна од првих битака која се одиграла током Муслиманског освајања Персије, када је арапско-муслиманска војска Рашидунског калифата под Халид ибн Валидом кренула да заузме град Ал-Хиру у Месопотамији. Ал-Хира, највећи арапски град у Месопотамији и дугогодишња престолница династије Лахмида, била је примарни циљ Халидовог похода у којој је неколико месеци раније у четири велике битке извојевао четири велике победе над бројчано надмоћним персијским војскама и под муслиманску контролу ставио велике делове данашњег Ирака. Отпор бранилаца био је крактотрајан и свео се на гађање муслиманских снага пројектилима пре него што су се грађани предали и послали делегацију Халиду са даровима. Халид је пристао да од њих узима данак уз обавезу да убудуће делују као шпијуни Калифата против Персијанаца.

## Контекст битке
Град Ал-Хира, познат по својој величини и богатству, био је Сасанидско војводство као и главни град Персијске покрајине Ирака. Многи од досељених Лахмида, хришћанских Арапа, патролирали су пустињом и прикупљали шпијунске информације за Сасаниде. Према римском историчару, Прокопију из Цезареје, Лахмиди су били “искусни у ратовању, (и) у потпуности одани Персијанцима”(пре 608. године када су се Персијанци оркенули против њих). За време своје владавине Калифатом , Абу Бекир, шаље Калиду ибн ел Валиду писмо у коме му поручује “Освајање Ал-Хире и Куфе поверавам теби”.
У мају 633. године муслимански Арапи, под командом Халида ибн ел Валида, напали су утврђени град, који су лахмидски браниоци за испаљивање пројектила на муслимане. После краткотрајне борбе грађани су се брзо предали и однели дарове Халиду ибн ел Валиду. Као последица тога, пет замкова у граду, који су представљали најлепше и најбезбедније грађевине у граду, пали су у руке муслиманима и становници града су се сложили са предајом и платили данак. Становници су се сложили са арапским захтевом да делују као шпијуни против Сасанида, баш као што су учинили и становници Улаиса.